# Таратумб
Таратумб (вірм. Թառաթումբ) — село в марзі Вайоц-Дзор, на півдні Вірменії. Село розташоване на трасі Мартуні — Єхегнадзор, на відстані 18 км на північний захід від міста Єхегнадзора та 31 км на південь від Мартуні. Найближчими селами є Агнджадзор (за 1 км на північ по трасі) та Караглух (за 1 км на схід по трасі). В селі розташована церква Сурб Ованес. 15 травня 2007 року водами річки знесло міст общинного значення. Град завдав шкоди посівним площам і плодовим садам.

## Видатні уродженці
У селі народився Бабаян Агван Нагапетович — Герой Радянського Союзу.